# ژرار دو بالور
ژرار دو بالور (فرانسوی: Gérard de Balorre‎؛ ۱۸۹۹ – ۱۹۷۴) سوارکار اهل فرانسه بود.
وی در مسابقات کشوری و بین‌المللی در مجموع برندهٔ ۱ مدال نقره شده‌است.